# Ласков, Давид
Давид Ласков (1903, Омск, Российская Империя — 1989, Израиль) — бригадный генерал Армии обороны Израиля.

## Биография
Родился в Омске. Был сыном известного в первой половине XX века сибирского глазного врача, выпускника медицинского факультета Томского университета 1897 года, Юлия Израилевича Ласкова. Изучал медицину и архитектуру.
Репатриировался в 1928 году. Два года трудился рабочим. Получил степень по архитектуре в Технионе (Хайфа). Некоторое время работал по специальности.
Вступил в организацию «Хагана».
После начала Второй мировой войны, в 1940 году добровольцем поступил на службу в британскую армию. Ввиду достаточно высокого возраста (38 лет) британское командование использовало его в инженерном корпусе, а не в боевых действиях.
После окончания войны демобилизовался и вернулся к работе архитектором.
Однако после создания независимого государства Израиль вновь поступил на военную службу. Принимал участие в боях во время Войны за Независимость в качестве инженерного офицера бригады «Голани».
После окончания войны служил инженерным офицером в Южном округе, затем в Северном, затем был назначен заместителем начальника инженерных войск.
Давид Ласков создал и возглавил подразделение научно-исследовательских и опытно-конструкторских работ инженерных войск — ИФТАХ.
Находился на действительной службе вплоть до своей смерти в 1989 году. Был внесён в книгу рекордов Гиннесса как самый старый солдат в мире.

## Изобретения
В ходе шестидневной войны израильская армия применяла реактивные снаряды «L», названные так по фамилии Ласкова, создавшего их. Несмотря на несовершенство конструкции, снаряды произвели самое серьёзное впечатление на иорданскую армию. Попавшие в плен впоследствии утверждали, что против них израильтяне применяли ядерное оружие.
В ходе войны Судного дня армия Израиля использовала созданный под руководством Ласкова огромный роликовый мост. Он предназначался для быстрого наведения переправы через Суэцкий канал и представлял собой понтонный мост на роликах в сборе, причём на всю ширину канала разом. Однако в силу многих причин мост не стал «Скоростным» мостом, а послужил просто одним из трех мостов. Тем не менее, за его создание Ласков был награждён премией безопасности Израиля.

## Награды
- 3 Премии безопасности Израиля
- 2 награды министра обороны Израиля
- Почётный доктор Техниона.